# Lukáčovce
Lukáčovce (in ungherese Lakács) è un comune della Slovacchia facente parte del distretto di Nitra, nella regione omonima.